# 葉のジャガー
「葉のジャガー」(?-B’ALAM)、別名渦巻き・アハウ・ジャガーは、マヤ・ティカル王朝の王。

## 概要
恐らく2、3世紀頃ティカルを統治していたとされるが、詳しいことは分かっていない。
父親はティカルの初代の王ヤシュ・エーブ・ショークとされている。
「葉のジャガー」王の名は一部判明していないため、「葉のジャガー」は便宜上つけられた名である。